# Oursel-Maison
Oursel-Maison ist eine französische Gemeinde mit 244 Einwohnern (Stand 1. Januar 2022) im Département Oise in der Region Hauts-de-France. Sie gehört zum Arrondissement Clermont, zur Communauté de communes de l’Oise Picarde und zum Kanton Saint-Just-en-Chaussée.

## Geographie

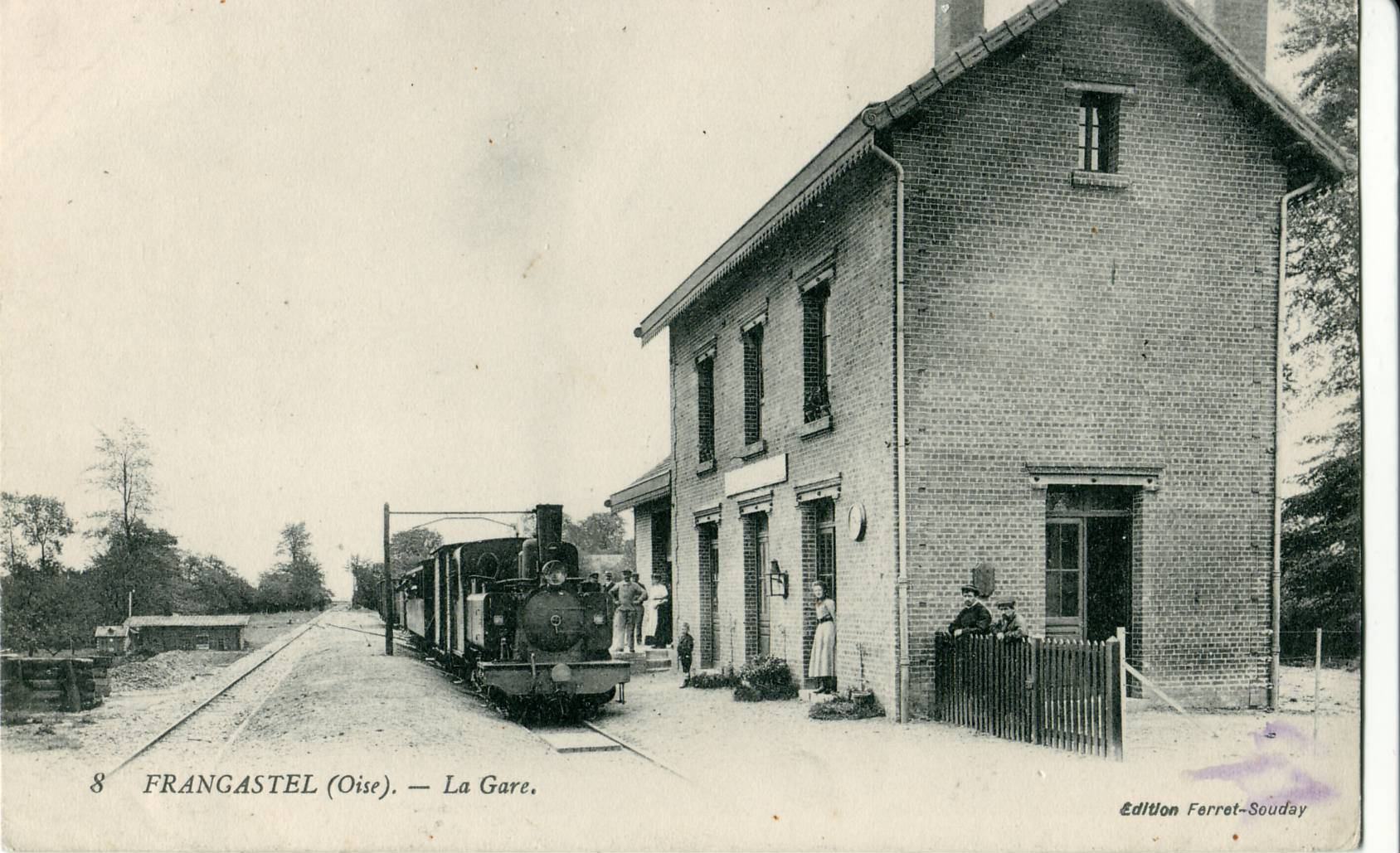
Ehemaliger Bahnhof Francastel-Ourcel

Die Gemeinde Oursel-Maison liegt auf dem Plateau picard, 19 Kilometer nördlich von Beauvais. Zur Gemeinde gehören das Gehöft La Grange und der mit der Nachbargemeinde Francastel zusammengewachsene Ortsteil La Neuve Rue mit der Mairie. Im Osten wird das Gemeindegebiet durch einen Abschnitt der ehemaligen Chaussée Brunehaut (teilweise jetzt Départementsstraße D510) begrenzt. Die Anschlussstelle der Autobahn liegt außerhalb des Gemeindegebiets in der Nachbargemeinde Hardivillers, in der Nähe das Gewerbegebiet Parc d’activités de la Belle Assise.

## Toponymie und Geschichte
Die im Jahr 1164 als Ursus mansio genannte Gemeinde hieß bis 2004 Ourcel-Maison. Hier wurden Spuren der Römerzeit gefunden. 1239 erhielt die Abtei Breteuil Ländereien, die hier zuvor schon einen Hof besaß. Die Gemeinde besaß einen Bahnhof an der Mitte des 20. Jahrhunderts stillgelegten und abgebauten Meterbahnstrecke Estrées-Saint-Denis – Froissy – Crèvecœur-le-Grand.

### Bevölkerung
| Jahr                       | 1962 | 1968 | 1975 | 1982 | 1990 | 1999 | 2006 | 2013 | 2021 |
| -------------------------- | ---- | ---- | ---- | ---- | ---- | ---- | ---- | ---- | ---- |
| Einwohner                  | 149  | 155  | 162  | 157  | 185  | 183  | 242  | 240  | 240  |
| Quellen: Cassini und INSEE |      |      |      |      |      |      |      |      |      |

## Sehenswürdigkeiten
- Kirche Saint-Nicolas und Saint Blaise mit Tauffünte und Wandmalereien aus dem 13. Jahrhundert[1]